# Porta all'Arco (Siena)
La porta all'Arco è una porta cittadina di Siena, situata in via San Pietro e risalente al XII secolo.

## Storia e descrizione
Relativa alla terza cerchia muraria, quella avviata nel 1180 e conclusa all'inizio del Duecento, la porta sorge sul sito di un varco più antico legato alla difesa di Castelvecchio. 
Nei pressi della porta si trovano palazzo Bargagli, affrescato da Giuseppe Nicola Nasini, e il prato di Sant'Agostino.

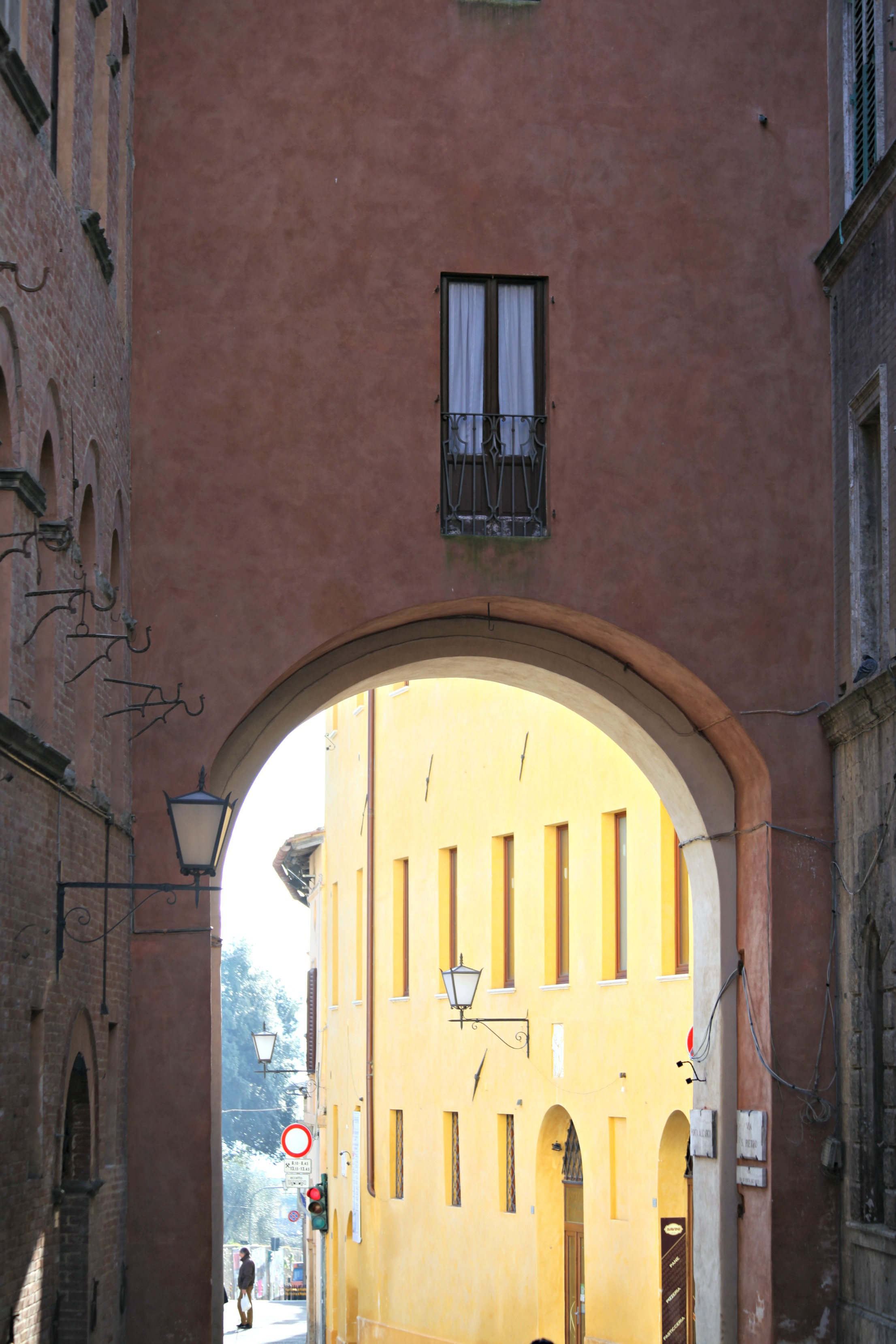
Interno